# Злочин у Мушутишту
Злочин у селу Мушутиште или масовна отмица у селу Мушутиште се догодила 10. јуна 1999. године, када су припадници терористичке организације Ослободилачка војска Косова киднаповали и убили 18 српских цивила у селу Мушутиште, општина Сува Река.
Према подацима Фонда за хуманитарно право, албански терористи су 10. јуна 1999. године извршили напад на српско село Мушутиште и киднаповали 18 цивила српске националности.
Реч је о старијим људима који су остали у својим домовима и након доласка КФОР-а. Међу жртвама је било 5 жена , 12 мушкараца и једно дете. Жртве до данас нису пронађене, а према речима бројних сведока њихова тела се налазе у масовној гробници близу Суве Реке. Најмлађа жртва је била четворогодишња девојчица Радмила Живановић која је киднапована са мајком, а најстарија жртва је био старац од 89 година. Постоје индиције да су киднаповани Срби били жртве трговине органима.